# 契冲

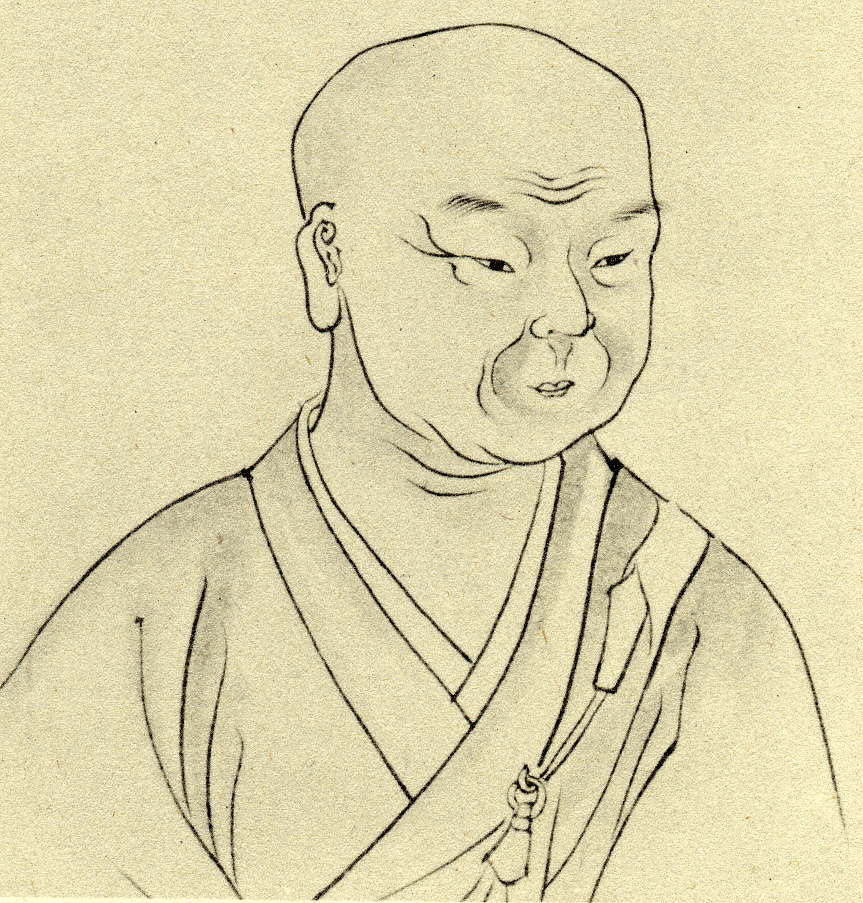
契冲画像

契冲（日语：契沖，1640年—1701年4月3日）是日本江户时代僧人，国学家和歌人。思想上主张复古。著有《万叶代匠集》。